# Cesare Bartolena
Cesare Bartolena (né le 27 mai 1830 à Livourne - mort le 14 mai 1903 dans la même ville) est un peintre italien, dont la production artistique comporte principalement des scènes militaires ou des scènes de bataille.

## Biographie
Cesare Bartolena est né à Livourne. Il fut l'élève d'Enrico Pollastrini à l'Académie des beaux-arts de Florence.
En 1848, il se porte volontaire dans les combats lors de la Première guerre d'indépendance italienne. Il a été parmi les artistes qui ont fréquenté le Caffè Michelangiolo à Florence où il fait la connaissance de Giovanni Fattori.
Cesare Bartolena peint également quelques œuvres de scènes religieuses.
Son petit-fils Giovanni Bartolena était aussi un peintre à Livourne.

## Œuvres
La partenza dei volontari livornesi per la guerra di Sicilia (Exposé à Milan en 1872, actuellement au 
Musée civique Giovanni Fattori, Livourne)
- Campo militare e Avanguardia (Exposé à la Società d'Incoraggiamento à Florence, 1884)
- La morte del generale Cosimo Del Fante (Exposé aux Belle Arti de Milan à Florence, 1886)
- Agricoltura e Milizia (Esposizione Nazionale Artistica di Venezia)
- Soldati in marcia dalla manovra (Esposizione Nazionale Artistica di Venezia)
- Al campo
- Soldati in marcia dalla manovra
- La chiamata
- La partenza del coscritto
- La madre del soldato (1875)
- Bersaglieri nel bosco (1878)
- Agricoltura e Milizia
- Sentinella
- La cattiva notizia
- San Raffaele arcangelo et La Madonna della consolazione, Église Santa Maria del Soccorso, Livourne,
- Portrait de l'évêque Gavi, Musée Fattori, Livourne.

## Sources
- (en) Cet article est partiellement ou en totalité issu de l’article de Wikipédia en anglais intitulé « Cesare Bartolena » (voir la liste des auteurs).